# Decretum laudis
El decretum laudis es el reconocimiento oficial que la Santa Sede otorga a los institutos de vida consagrada y a las sociedades de vida apostólica, considerándolas obras e instituciones de derecho pontificio, sometiéndolas directamente a la jurisdicción de la Santa Sede.

## Derecho canónico
Para crear una nueva comunidad religiosa se debe contar primero con la autorización de la autoridad competente de la Iglesia: la Congregación para los Institutos de Vida Consagrada y las Sociedades de Vida Apostólica, la Congregación para la Evangelización de los Pueblos o la Congregación para las Iglesias Orientales. A continuación, y según el objeto del instituto y el ámbito de actividad, debe contar con la aprobación del ordinario de la diócesis: la congregación és, con estos permisos, de derecho diocesano.
Pasado un tiempo, cuando se ha constatado la madurez de la comunidad, puede ser formalmente aprobada por el papa con el decretum laudis, transformándose entonces en congregación de derecho pontificio y sujeta inmediata y exclusivamente a jurisdicción de la Santa Sede.
Un tiempo después, vendrán las aprobaciones temporal y la definitiva.

## Estructura
El decretum laudis suele contener un sumario histórico de los orígenes del instituto y una descripción de la finalidad y ordenamiento interno que tiene. Se incluyen referencias de cartas y documentos de recomendación escritos por los obispos y el examen dut a terme por las congregaciones de la Cúria Romana correspondientes. Acaba con la solicitud y la recomendación amplissimis verbis del instituto.
El uso del decretum laudis por los papas para autorizar los institutos se consolidó en torno a los siglos XVIII y XIX.